# Замок Килсаллаган
Замок Килсаллаган (англ. Kilsallaghan Castle) — один из замков Ирландии, расположен в графстве Дублин, провинция Ленстер, баронство Каслнок, 8 миль к северу от Дублина, на почтовой дороге к Дрохеда, возле одноименного поселка, где живет 78 жителей. В древности замок и приход назывался Килсауган (англ. Kilsaughan). На севере от замка течет река Филдстоун, впадающая в море возле поселка Свордс. Имение Килсаллаган некогда насчитывало 2595 акров земель, из них 1134 распашных, остальное — пастбища. Возле замка есть залежи строительного камня. Руины замка Килсаллаган расположены возле резиденции Смита, эсквайра. Также возле замка находятся владения Дж. Сегрейва, эсквайра, Дж. Т. Армстронга, эсквайра. Ранее возле замка проходили ярмарки лошадей и крупного рогатого скота. Ярмарки проводились преимущественно 8 сентября.
Возле замка находится старинная церковь Святого Давида Валлийского. Церковь была построена как часовня для замка. Святой Давид является покровителем Уэльса. В церкви есть примечательный витраж, сделанный Майклом Хини (1873—1941) по заказу Гарри Кларка. Церковь Святого Давида не так давно была капитально отремонтирована благодаря усилиям Яна Фалкинера и его жены Фрэн.
Возле замка проходили бои во время завоевания Ирландии Оливером Кромвелем.